# 3K60 Bal

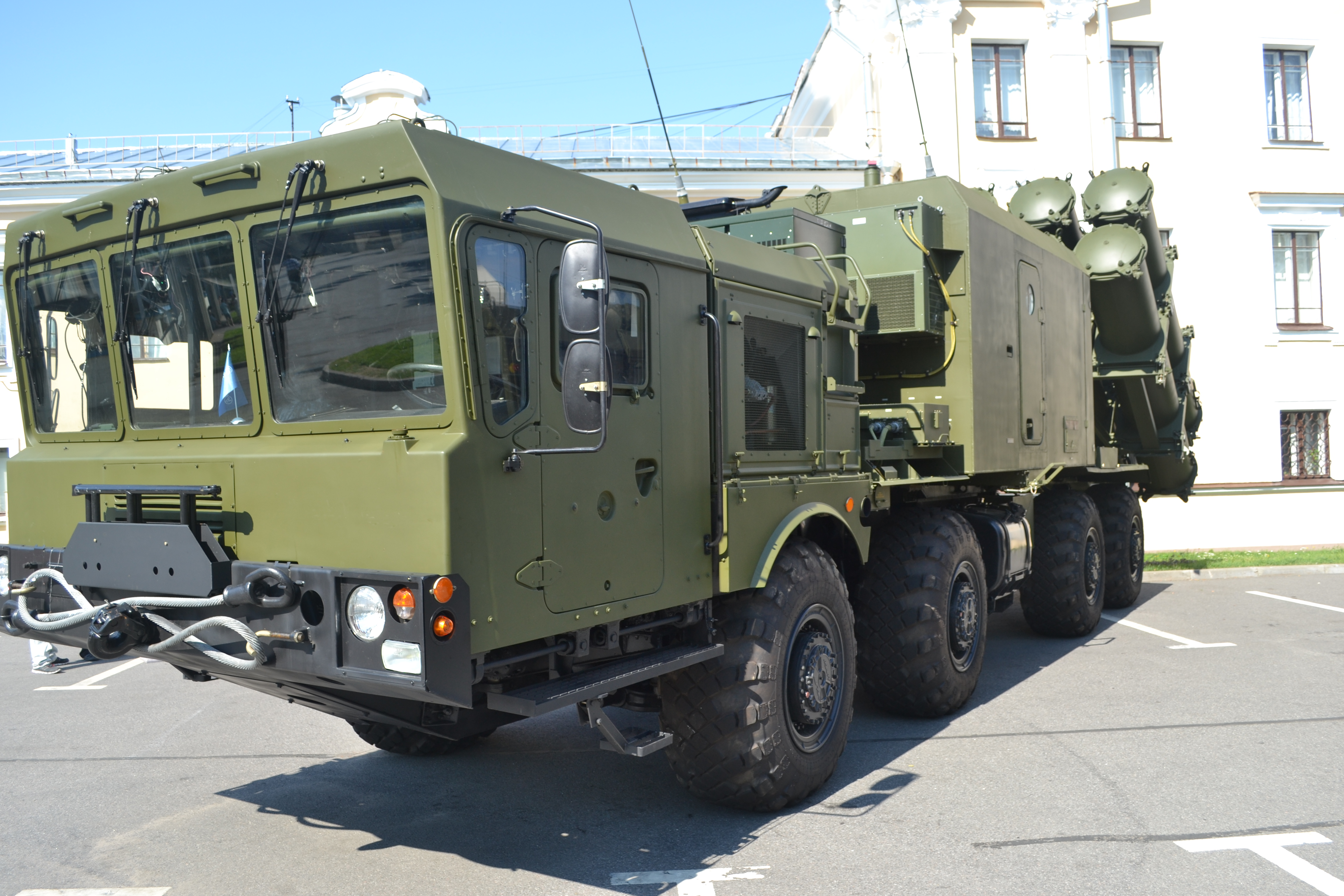
Fahrzeug mit Startcontainern

3K60 Bal nach dem GRAU-Index 3К60, NATO-Codename: SSC-6 „Sennight“, ist ein in Russland hergestelltes Raketensystem der Marine-Küstenartillerie mit dem Seezielflugkörper SS-N-25 Switchblade, nach dem GRAU-Index 3M24. Entwickelt wurde es im Konstruktionsbüro der Maschinenbaufabrik AO „Конструкторское бюро машиностроения“ (АО КБМ, КБ машиностроения, КБМ) in Moskau. Die Feldtests unter Aufsicht des Verteidigungsministeriums wurden im Jahr 2004 erfolgreich beendet. Im Jahre 2008 wurde das System 3K60 „Bal“ von den russischen Streitkräften in Dienst genommen.

## Einsatzgebiet
Das Raketensystem 3K60 „Bal“ wurde für die Kontrolle des anliegenden Küstenmeeres und der dazugehörigen Meerengen sowie zum Schutz von Marinestützpunkten und sonstiger Objekte wichtiger Infrastruktur in Küstennähe entwickelt. Des Weiteren soll das System Operationen feindlicher Marineinfanterie abwehren.

## Modifikationen
- Bal: Variante des Raketensystems für die russischen Streitkräfte.
- Bal-E: Die Exportvariante des Raketensystems.

## Beschreibung

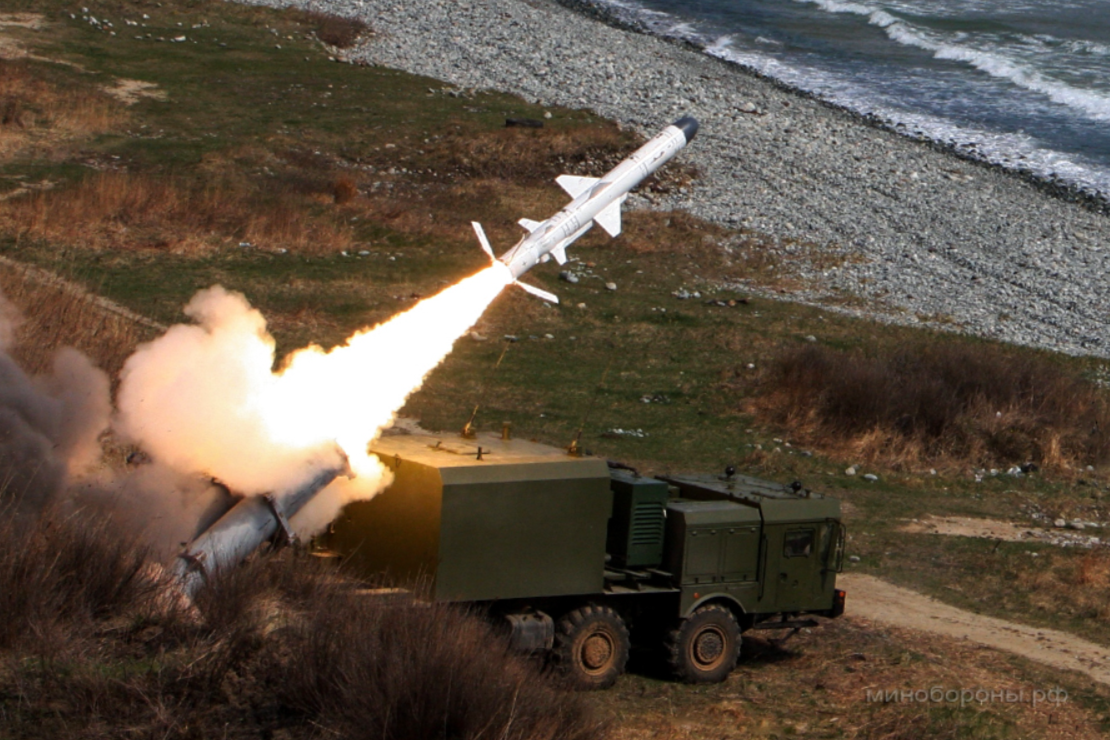
Raketenstart 3K60 Bal

Eine Abteilung des 3K60-„Bal“-Raketensystems fußt auf einer mobilen Anlage, auf der Basis des MAZ-7930-Chassis, und besteht aus folgenden Bestandteilen:
- mobiler Gefechtsstand der Steuerung und Kommunikation, bis zu zwei Fahrzeuge
- mobile Fahrzeuge mit Startcontainern, bis zu vier Fahrzeuge, ein Fahrzeug mit acht Startcontainern enthält insgesamt acht Seezielflugkörper SS-N-25 Switchblade
- Transportfahrzeuge für das Mitführen zusätzlicher Raketen, bis zu vier Fahrzeuge.

## Technische Daten

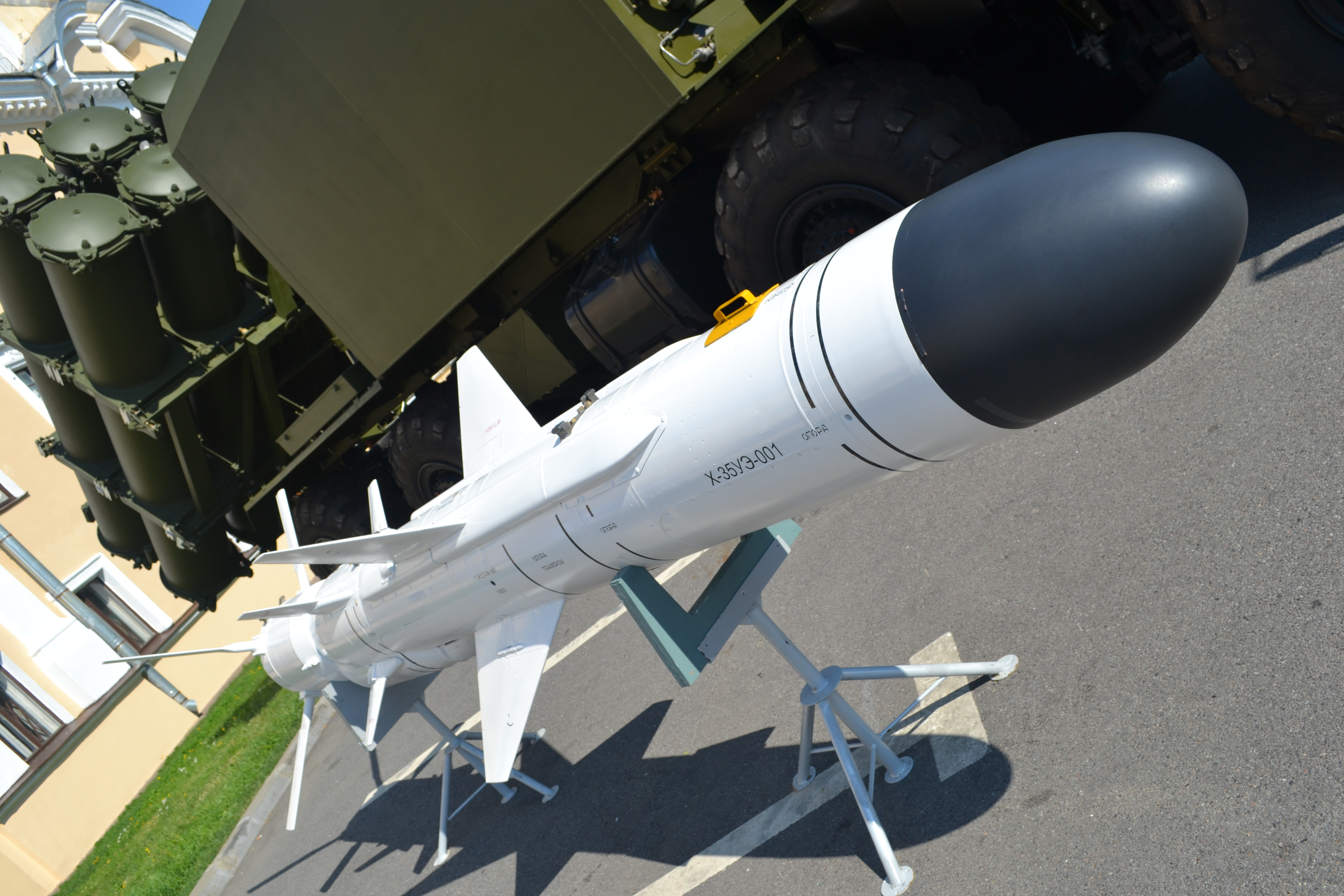
Seezielflugkörper SS-N-25 Switchblade

Die technischen Daten des Raketensystems sind maßgeblich von den technischen Fähigkeiten der SS-N-25-Rakete abhängig (unten sind bisher bekannte Daten unter anderem des „Bal-E“-Raketensystems aufgezählt):
- Einsatzradius der Rakete: 120 km mit der 3M24-Lenkwaffe, 260 km mit der 3M24U-Lenkwaffe[4]
- Maximale Entfernung des Raketensystems von der Küste: bis 10 km
- Anzahl der Raketen in Containern der Fahrzeuge mit Startrampen u. Transportfahrzeugen: bis 8
- Intervall bei einer Raketensalve: maximal 3 Sekunden
- Maximale Geschwindigkeit der Fahrzeuge:
  - Auf der Straße: 60 km/h
  - Im Gelände: 20 km/h
- Startgewicht der Rakete: 620 kg
- Reichweite der Fahrzeuge: mindestens 850 km

## Nutzerstaaten

### Aktuelle Nutzer
- Russland – Ab dem 26. Februar 2019 befinden sich 48 Fahrzeuge mit Startcontainern im Dienst.[5][6][7][8] Die Abteilungen sind u. a. wie folgt disloziert;
11. Brigade der Schwarzmeerflotte in Utasch
15. Brigade der Schwarzmeerflotte in Sewastopol
72. Regiment der Pazifikflotte in Smoljaninowo und Kamtschatka
18. Artillerie-Division der Pazifikflotte auf der Insel Kunaschir des Kurilen-Archipels
Regiment der Baltischen Flotte
Regiment der Nordflotte

- Venezuela – Eine unbekannte Anzahl der 3K60-Systeme sollte nach der Bestellung aus dem Jahr 2013 geliefert worden sein.[9]
- Vietnam – Eine unbekannte Anzahl der 3K60-Systeme befindet sich im Dienst, zu denen u. a. in den Jahren 2009 bis 2010 17 SS-N-25 Raketen geliefert wurden.[10]